# El tobogán
El tobogán es una pieza teatral del dramaturgo uruguayo Jacobo Langsner, ganadora del Premio Florencio a la mejor del año. 
Obra emblemática del moderno teatro rioplatense de la crueldad, fue estrenada en el teatro Odeón de Montevideo el 29 de julio de 1970 con dirección de Omar Grasso y la actuación de China Zorrilla, que según el actor, crítico y dramaturgo Antonio Larreta supuso el mejor trabajo dramático de la actriz uruguaya.
Se emitió una versión televisiva en Argentina en 1971 en el ciclo Alta comedia con China Zorrilla, Inda Ledesma, Narciso Ibáñez Menta, Pepe Soriano, Beto Gianola y Alberto Argibay.
Fue reestrenada en Montevideo en mayo de 2012.

## Argumento
Una familia de clase media enfrentada a la crisis financiera del Uruguay de los 70. Una metáfora sobre el deterioro de la sociedad, con la visión encontrada de tres generaciones sobre el desencanto con la modernidad, la desesperanza y el individualismo.